# Агарзя (деревня)
Агарзя — деревня в Чернушинском районе Пермского края. Входит в состав Тюинского сельского поселения.
Находится примерно в 27 км к востоку от центра города Чернушки.

## Население
В 2005 году численность населения составляла 19 человек.
По результатам переписи 2010 года численность населения составила 12 человек, в том числе 7 мужчин и 5 женщин.